# 釧路公立大学
釧路公立大学（くしろこうりつだいがく、英語: Kushiro Public University of Economics）は、日本の公立大学である。北海道釧路市に本部を置く。

## 概観

### 大学概観
北海道東部地域は医師不足が深刻であり、釧路市は医大誘致に熱心に取り組んでいた。しかし、旭川市との誘致合戦に敗れ、旭川医科大学が設置された。このため当時の釧路市長鰐淵俊之の指揮のもと、将来の医科大学実現に向けての布石として市立大学設置構想が推進され、結果的には自治省（現・総務省）の指導により国内初の一部事務組合方式（組合立）の公立大学として設立された。なお、2023年には同組合を母体とした公立大学法人に移管されている。
総学生数は全学部併せて1374人（2021年5月現在、男女比率：男 約80%・女 約20% ）、総教員数は38人（2021年5月現在）。
経済学部のみの単科大学で、経済学科・経営学科が置かれている。入学定員は経済学科200人、経営学科100人で受験者の7割は道外出身である。
推薦入学試験は、釧路管内以外の普通科・英語科・理数科高校に通う生徒が受験できる公募制A、釧路管内の普通科・英語科・理数科高校に通う生徒が受験できる公募制B、釧路管内を含む全国の職業科高校に通う生徒が受験できる公募制Cの3種類である。
学生の国際情操教育に力を入れ、海外提携校への留学時には、学費と生活費の一部が支給され単位も認定される短期留学制度を導入している。

### 建学の精神（校訓・理念・学是）

#### 建学の理念
地域に開かれた大学、国際性を重視する大学、理論と実践の相まった大学。

## 沿革

### 略歴
釧路支庁（現・釧路総合振興局）管内の1市8町1村（釧路市、音別町（現・釧路市）、阿寒町（現・釧路市）、釧路町、厚岸町、浜中町、標茶町、弟子屈町、白糠町、鶴居村）が結成した一部事務組合「釧路公立大学事務組合」により、1988年に設立された。開設当初は経済学部経済学科のみであった。一部事務組合による大学の設置は日本国内初である（短期大学を含めても、新見女子短期大学に次ぐ事例）。
1991年7月、カナダのサイモンフレーザー大学及びキャピラノ大学の2大学と姉妹校提携。
1996年3月、校舎増築工事完成。同年4月、経済学部経営学科の開設。
1998年3月、北海道教育大学釧路校との間に単位互換協定締結。
1999年6月、地域経済研究センター設置。
2001年4月、財団法人大学基準協会正会員 加盟登録。
2002年11月、韓国の牧園大学校との間に「教員交換協定」締結。
2004年6月、台湾の明道大学との間に「学術交流協定」及び「学生交換協定」、「教員交換協定」締結。
2005年1月、附属図書館増築工事完成。
2007年9月、ロシアユジノサハリンスク経済法律情報大学との間の「学術交換協定」及び「学生交換協定」締結、2020年11月、終了。
2023年4月、設置者が「釧路公立大学事務組合」から、同組合を母体とする「公立大学法人釧路公立大学」へ移管。

## 基礎データ

### 所在地
- 北海道釧路市芦野4丁目1番1号

## 教育および研究

### 組織

#### 学部
- 経済学部
  - 経済学科
  - 経営学科

#### 附属機関
- 附属図書館
- 地域経済研究センター

## 大学関係者と出身者

### 大学関係者一覧

#### 歴代学長
- 高嶋正彦 - 初代
- 荒又重雄 - 2代
- 板本猛 - 3代
- 小磯修二 - 4代
- 髙野敏行 - 5代
- 小路行彦 - 6代
- 白川欽哉 - 7代

#### 著名な出身者
- 辻康裕 - 清水町町長
- 田中英樹 - 北海道議会議員
- 竹田風子 - 浦幌町議会議員
- ⊿あべみな - お笑いタレント（ジョリー惑星）

## 施設

### キャンパス
釧路出身の建築家毛綱毅曠による作品。

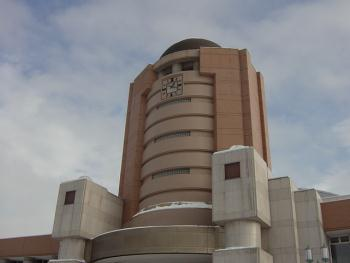

- 交通アクセス：JR根室本線釧路駅下車  くしろバス  美原線（６５番）「釧路駅前」乗車  「釧路公立大学前」下車、徒歩１分。

## 対外関係

### 他大学との協定
- 交換留学協定
  - 牧園大学校
- 単位互換協定
  - 北海道教育大学教育学部釧路校

### 姉妹校
- 姉妹校提携
  - サイモンフレーザー大学
  - キャピラノ大学 旧キャピラノ・カレッジ
  - 明道大学 旧明道管理学院　（2023/07/31 廃校の為、現在は派遣中止）
  - 南台科技大学

## Wiki関係他プロジェクトリンク
- ウィキメディア・コモンズ (Wikimedia Commons)
  - 釧路公立大学

## 公式サイト
- 公式ウェブサイト